# NGC 2514
NGC 2514 (другие обозначения — UGC 4189, MCG 3-21-11, ZWG 88.22, IRAS08000+1556, PGC 22581) — спиральная галактика в созвездии Рака. Открыта Эдуардом Стефаном в 1885 году.
В 2019 году в галактике был обнаружен кандидат в сверхновые, что даёт расстояние до галактики в 69,3 мегапарсека.
Этот объект входит в число перечисленных в оригинальной редакции «Нового общего каталога».
NGC 2514 входит в состав группы галактик NGC 2507.